# Château de la Billetrie
Le château de la Billetrie est un château situé sur la commune de Fondettes, dans le département d'Indre-et-Loire.

## Localisation
Le château de la Billetrie est localisés dans la partie nord-est de la commune de Fondettes, ville située au sein de l'arrondissement de Tours, département d'Indre-et-Loire, en région Centre-Val de Loire. Il est limitrophe de la commune de la Membrolle-sur-Choisille et se trouve en surplomb de la rive droite de la Choisille.

## Historique
Le château de la Billetrie (ou « Belletrie ») a été érigé sur un ancien fief. 
Le domaine a notamment appartenu au conseiller du roi et maire de Tours Nicolas Preuilly au XVIIIe siècle, puis, au début du XXe siècle, à la famille Goüin,.

## Architecture et description

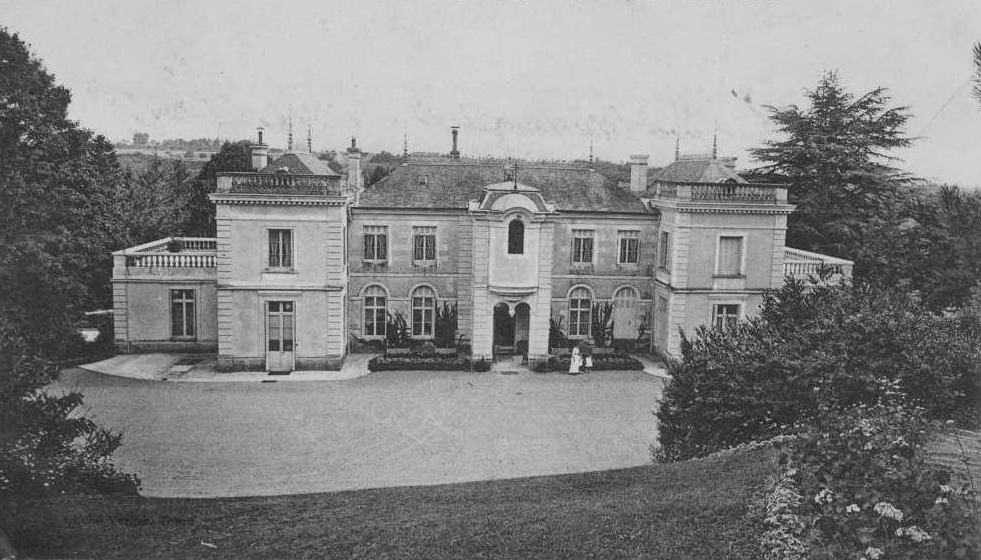
Facade ouest du château.

## Pour approfondir